# Road Runners d'Edmonton
Les Road Runners d'Edmonton sont une franchise professionnelle de hockey sur glace de la Ligue américaine de hockey qui a existé de 2004 à 2005.

## Histoire
En 2004, les Oilers d'Edmonton décident de déménager leur club ferme des Roadrunners de Toronto à Edmonton, pour pallier l'éventuel lock-out de la Ligue nationale de hockey qui s'annonce. La décision s'avère bonne et le manque à gagner de la saison annulée de la LNH est en partie comblé par les présences des 8 854 spectateurs de moyenne par match qui suivent les matchs du club-école.
Malgré ce succès populaire, la franchise est mise en sommeil à l'issue de cette saison. Elle renaît en 2010 à Oklahoma City sous le nom des Barons d'Oklahoma City.

## Statistiques
Pour les significations des abréviations, voir Statistiques du hockey sur glace.
| Saison    | PJ | V  | D  | N  | DP | Pts | BP  | BC  | Classement Final  | Séries éliminatoires |
| --------- | -- | -- | -- | -- | -- | --- | --- | --- | ----------------- | -------------------- |
| 2004-2005 | 80 | 32 | 33 | 11 | 4  | 79  | 201 | 223 | 6e division North | Non qualifiés        |